# Avant garde du Maroc de Rabat
L'Avant garde du Maroc de Rabat (en arabe : طليعة المغرب بالرباط), plus couramment abrégé en AG Rabat, est un ancien club marocain de football fondé en 1913 et basé dans la ville de Rabat.

## Histoire
Le club est fondé avant l'indépendance du Maroc en 1913 par des soldats de l'armée française.